# Abadia territorial de Subiaco
L'abadia territorial de Subiaco (italià: abbazia territoriale di Subiaco; llatí: Abbatia Territorialis Sublacensis); també coneguda com a Abadia de Santa Escolàstica és una abadia de l'orde benedictí de l'Església catòlica, fundada al segle vi per sant Benet de Núrsia, immediatament subjecta a la Santa Seu, que pertany a la regió eclesiàstica Laci. El 2005 tenia 38 batejats d'un total de 38 habitants. Actualment està regida per l'abat Mauro Meacci. El monestir dona nom a l'antiga Congregació de Subiaco, actualment integrada en la Congregacó de Subiaco-Montecassino, un grup de monestirs benedictins d'arreu del món, entre els que hi ha Santa Maria de Montserrat.

## Territori
La diòcesi comprèn una única parròquia, que coincideix amb l'abadia benedictina de Subiaco, constituïda pel monestir de Santa Scolastica i pel monestir de San Benedetto, més conegut com el santuari de Sacro Speco. Ambdues tenen un rellevant valor històric i artístic. A l'interior de l'església sobre la Cova hi ha frescs de l'escola sienesa que daten del 1300, d'altres de l'escola d'Umbria-Marques d'inicis del Quattrocento, i a l'església inferior hi ha frescs de l'escola popular romana de la primera meitat del segle xiii, dels quals l'autor va ser el Magister Consolus. També hi ha una esplèndida estàtua de Sant Benet esculpida per Raggi, un deixeble de Bernini, el 1657 i un fresc datat el 1233 que representa a sant Francesc abans de rebre els estigmes.
A Santa Scolastica s'imprimí el primer llibre a Itàlia, l'abadia té diversos estils arquitectònics, des del romànic al neoclàssic. Al seu interior hi ha tres claustres: el primer del segle v, el segon és gòtic i el tercer és romànic, construït per la família dels Cosmati. L'església és l'abadia-catedral, sent reconstruïda al segle xviii per Quarenghi.
L'abat de Subiaco té dignitat episcopal, a excepció de l'ordenació de sacerdots i de la consagració dels olis sagrats.

## Història

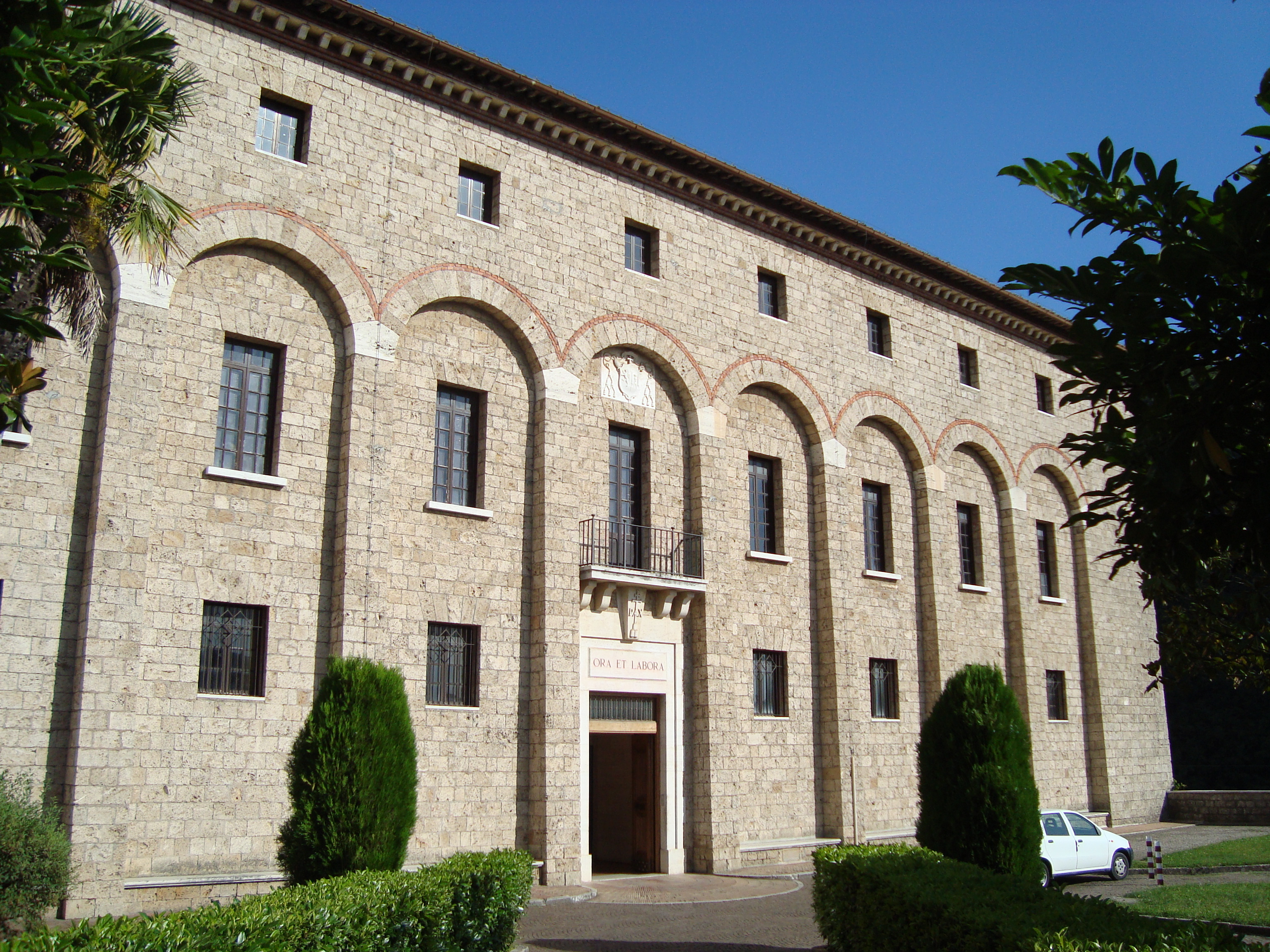
L'entrada al monestir

A inicis del segle vi Benet de Núrsia, membre d'una família benestant que havia estat educat a Roma, es retirà a una gruta a Subiaco, a les muntanyes del nord del Laci. La seva reputació com a guia espiritual va fer que ràpidament se li unissin deixebles, incloent diversos dels seus antics amics romans, que també s'assentaren a la zona. Uns anys després hi havia unes 13 comunitats al voltant de Subiaco, incloent la que s'anomenaria "Santa Escolàstica", germana de Benet i també religiosa. Eventualment, i a la recerca d'una major solitud, Benet es retiraria a Monte Cassino, on es repetiria el procés.
Durant el segle xi, l'abadia de Subiaco va ser destruïda en dues ocasions pels sarraïns, entre 828-829 i 876-877. però va ser restaurada i durant el segle x va créixer gràcies al patronatge i favor de diversos Papes, diversos dels quals eren, de fet, monjos benedictins.
Igual que la resta d'establiments monàstics d'arreu d'Europa, els segles xi i xii van ser una època daurada per l'abadia, quan ocupava un gran territori, tenia un gran nombre de monjos i una litúrgia elaborada i ornada. A inicis del segle xii va obtenir del Papa Pasqual II l'exenció de la jurisdicció episcopal dels bisbes de Tívoli. Durant el segle xiii s'erigí un santuari a la cova on sant Benet havia viscut, el Sacro Speco o Santa Cova.
Les riqueses també portaren cobdícia, i el prestigi de l'abadia portà enemics. Les lluites de poder de llarg amb el poder feudal afebliren l'abadia, i la decadència començà quan Calixt III va fer Juan de Torquemada (oncle del famós inquisidor) abat comanador. A partir d'aquest moment, el govern de l'abadia va ser confiat a abats comanditaris, cardenals nomenats pel papa que retenien el títol abacial. Posteriorment, les famílies poderoses lligades al papat van controlar l'abadia. Roderic de Borja (Alexandre VI) va ser abat comanaditari en l'any 1467. Les famílies Colonna (1492), Borghese (1608) i Barberini (1633) també van prendre el control dels seus ingressos. Alguns van prendre la propietat de l'abadia de debò i van intentar restaurar-la, però la majoria s'acontentaven explotant els seus ingressos, de vegades fins i tot sense ni tan sols visitar el monestir. El benestar espiritual dels monjos els era rarament una preocupació.
El rumb va començar a canviar el 1753 quan Benet XIV va decidir eliminar el poder dels abats comanadors de la gestió del dia a dia dels seus monestirs, deixant-los només la dignitat espiritual i eclesiàstica. No obstant això, al final del segle, quan els francesos van ocupar els Estats Pontificis, l'abadia va ser suprimida. Pius VII la restaurà tan aviat com va recuperar la seva independència. El 1915 Benet XV li concedí el privilegi d'una abadia territorial, i el govern de l'abadia va arribar a les mans de l'abat dels monestirs: el primer va ser l'abat Salvi (abat claustral des 1909).
Fins al 2002, l'abadia de Subiaco comprenia els territoris dels següents municipis: Camerata Nuova, Cervara di Roma, Cerreto Laziale, Gerano, Canterano, Rocca Canterano, Agosta, Marano Equo, Subiaco, Affile, Arcinazzo Romano, Bellegra, Roiate, Jenne i Trevi. El 16 de juliol de 2002, mitjançant el decret Venerabilis Abbatia Sublacensis de la Congregació per als Bisbes, l'abadia va quedar limitada només al monestir i els municipis que en pertanyien van passar a dependre del bisbat de Tívoli.

## Avui

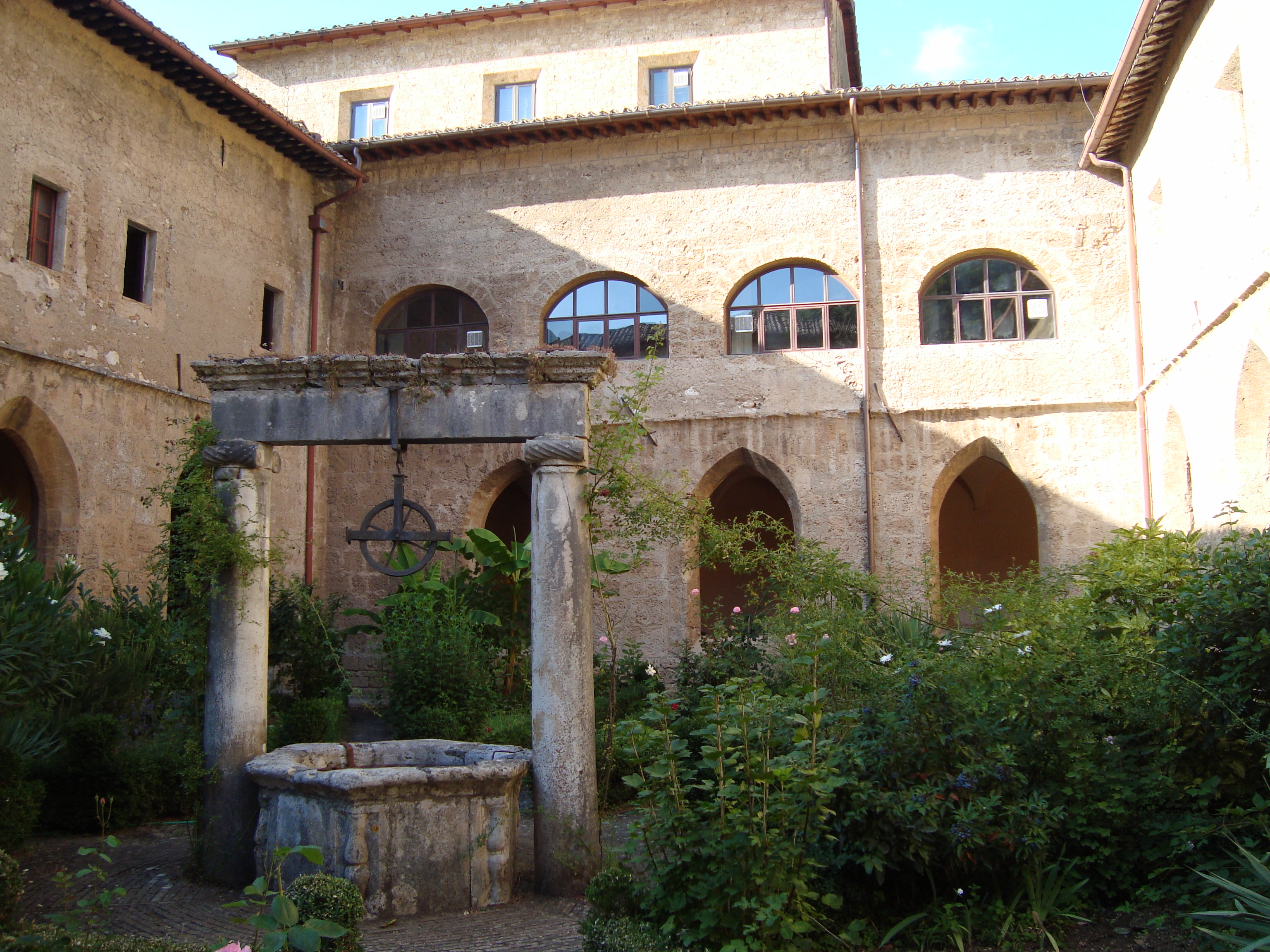
El claustre del

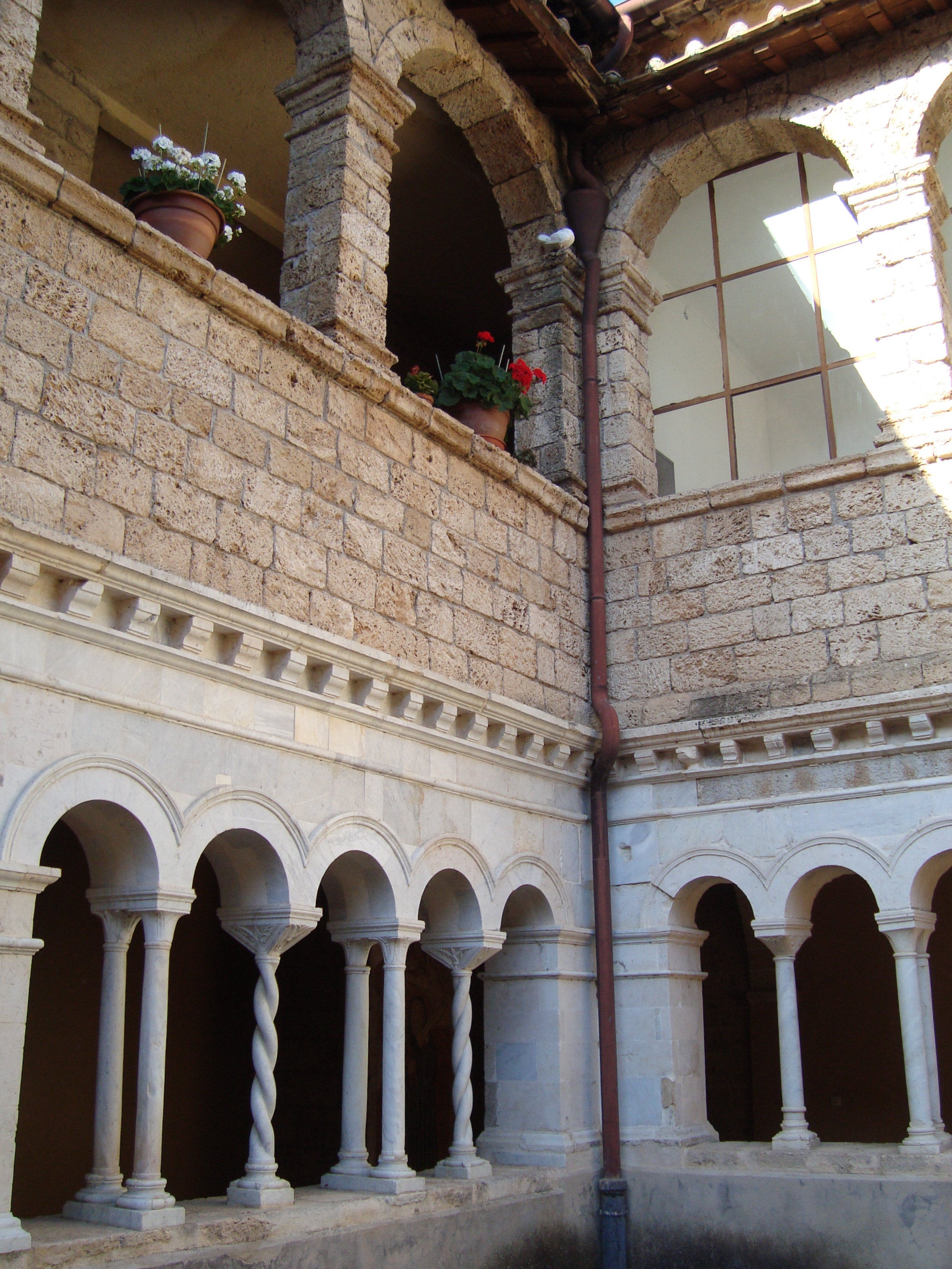
El claustre del segle XIV

Actualment la comunitat monàstica està formada per uns vint monjos, incloent 11 monjos preveres, que viuen en dos zones: l'Adabia de Santa Escolàstica (la majoria dels monjos) i el Sacro Speco, el santuari de la Cova de Sant Benet, que també pot ser visitada pels pelegrins.

### L'abadia de Santa Escolàstica
Els edificis es troben al voltant de tres claustres. El més antic (segles XII-xiii) és d'estil cosmatesc, i és el més harmònic. El segon és d'estil gòtic, i data dels segles xiv-xv. El tercer és del segle xvi, i és d'estil renaixentista.
L'església de l'abadia és d'estil gòtic, amb un campanar d'estil romà, totalment reconstruït entre 1771-1776 en un estil neoclàssica que se separa totalment de la resta d'edificis de l'abadia.

### La Cova de Sant Benet (ElSacro Speco)
Situada a uns pocs quilòmetres de l'abadia, el santuari està espectacularment afegit al costat de la muntanya, suportat per nou grans arcades. L'interior és un garbuix de petites cel·les i capelles (incloent una sobre l'habitatge de Sant Benet, d'altres excavades sobre la roca viva). Totes estan cobertes de frescs de diversos períodes, el més antic és d'estil romà d'Orient, i data del segle viii.
Un dels punts més interessants és el retrat de sant Francesc d'Assís, sent el retrat més antic del sant, sent pintat en vida del mateix Francesc. Data de quan Francesc es retirà a Subiaco (1223-1224), i apareix sense els estigmes i sense l'aureola.

### La congregació de Subiaco
L'abadia de Santa Escolàstica actualment ocupa un lloc d'honor a la Congregació de Subiaco, que agrupa 64 monestirs masculins benedictins i 54 femenins, englobats a la Confederació Benedictina.

## Cronologia dels abats
- Cirillo di Montefiascone † (1577 - 1581)[1]
- Carmine Gori-Merosi † (24 de novembre de 1884 – 15 de setembre de 1886 mort)
  - Angelo Bianchi † (23 de setembre de 1889 – 22 de gener de 1897 mort) (administrador apostòlic)
- Domenico Serafini † (5 de juny de 1896 - 16 d'abril de 1900, nomenat arquebisbe de Spoleto)
- Simone Lorenzo Salvi † (10 de novembre de 1909 – 26 de maig de 1964 mort)
- Egidio Gavazzi † (26 de maig de 1964 - 1974 dimití)
- Benito Stanislao Andreotti † (25 de març de 1977 - 3 de juny de 1995 dimití)
- Mauro Meacci, des del 10 de febrer de 1996

## Estadístiques
A finals del 2004, la diòcesi tenia 38 batejats sobre una població de 38 persones, equivalent al 100,0% del total.
| any  | població | població | població | sacerdots | sacerdots       | sacerdots       | sacerdots             | diaques | religiosos | religiosos | parroquies |
| ---- | -------- | -------- | -------- | --------- | --------------- | --------------- | --------------------- | ------- | ---------- | ---------- | ---------- |
| any  | batejats | total    | %        | total     | clergat secular | clergat regular | batejats por sacerdot | diaques | homes      | dones      |            |
| 1950 | 36.672   | 36.672   | 100,0    | 84        | 44              | 40              | 436                   |         | 53         | 40         | 25         |
| 1970 | 29.727   | 29.730   | 100,0    | 84        | 44              | 40              | 353                   |         | 64         | 46         | 27         |
| 1980 | 26.510   | 26.597   | 99,7     | 71        | 40              | 31              | 373                   |         | 49         | 40         | 23         |
| 1990 | 26.101   | 26.195   | 99,6     | 62        | 31              | 31              | 420                   |         | 54         | 56         | 22         |
| 1999 | 26.900   | 27.021   | 99,6     | 55        | 29              | 26              | 489                   |         | 38         | 46         | 22         |
| 2000 | 27.543   | 27.762   | 99,2     | 60        | 31              | 29              | 459                   |         | 39         | 35         | 22         |
| 2001 | 27.560   | 27.791   | 99,2     | 61        | 35              | 26              | 451                   |         | 35         | 34         | 22         |
| 2002 | 20       | 20       | 100,0    | 16        |                 | 16              | 1                     |         | 23         | 6          |            |
| 2003 | 38       | 38       | 100,0    | 16        |                 | 16              | 2                     |         | 24         | 9          | 1          |
| 2004 | 38       | 38       | 100,0    | 16        |                 | 16              | 2                     |         | 23         | 9          | 1          |